# Résistance aux pesticides

L'application de pesticides peut sélectionner artificiellement des ravageurs résistants. Dans ce diagramme, la première génération compte un insecte (en rouge) ayant une résistance accrue à un pesticide. Après l'application de pesticides, ses descendants sont proportionnellement plus nombreux, les insectes sensibles (en blanc) ayant été tués de manière sélective. Après de multiples applications, les insectes résistants peuvent devenir majoritaires dans la population.

La résistance aux pesticides est un trait héréditaire qui confère à un organisme la faculté de survivre à une application de pesticides à des doses létales pour la plupart des individus de la même espèce,.
Cette résistance, qui se manifeste par l'absence d'inhibition, ou une inhibition  réduite, du  développement d'une  population d'organismes nuisibles, peut être naturelle ou acquise.
Elle est naturelle si le phénomène est observé dès la première application d'un pesticide.
Elle est dite « acquise » si le phénomène ne s'observe qu'après plusieurs applications d'un pesticide, par suite de la sélection, sur plusieurs générations, d’individus naturellement résistants,.
Les espèces nuisibles développent une résistance aux pesticides par la sélection naturelle : les spécimens les plus résistants survivent et transmettent leurs traits génétiques à leur descendance.
L'Insecticide Resistance Action Committee (IRAC) donne la définition suivante de la résistance aux insecticides : « changement héréditaire de la sensibilité d'une population de ravageurs qui se reflète dans les échecs répétés d'un produit à atteindre le résultat attendu lorsqu'il est utilisé contre l'espèce en cause conformément aux recommandations figurant sur l'étiquette ».
La résistance aux pesticides est en augmentation.
Aux États-Unis, dans les années 1940, les agriculteurs perdaient 7 % de leurs cultures à cause des ravageurs ; au cours des années 1980 et 1990, la perte s'élevait à 13 %, alors que le volume de pesticides utilisés avait augmenté.
Plus de 500 espèces de bioagresseurs ont développé une résistance à un pesticide.
D'autres sources estiment ce chiffre à environ 1000 espèces depuis 1945.
Bien que l'évolution de la résistance aux pesticides résulte généralement de l'utilisation de pesticides, les populations de ravageurs peuvent également s'adapter à des méthodes de lutte non chimiques. Par exemple, une chrysomèle des racines du maïs, Diabrotica barberi, s'est adaptée à une rotation maïs-soja en passant en diapause l'année pendant laquelle les parcelles sont plantées de soja.
En 2014, quelques nouveaux désherbants sont proches de la commercialisation, mais aucun avec un mode d'action nouveau, sans résistance.

## Causes
La résistance aux pesticides provient probablement de multiples facteurs.
De nombreuses espèces de ravageurs ont une descendance nombreuses, ce qui augmente la probabilité de mutations et assure l'expansion rapide des populations résistantes.
Les espèces nuisibles ont toujours été exposées à des toxines naturelles, bien avant les débuts de l'agriculture. Ainsi, de nombreuses plantes produisent des phytotoxines pour se protéger contre les phytophages. La coévolution avec leurs plantes hôtes implique chez les phytophages le développement de leurs capacités physiologiques à détoxifier ou à tolérer les poisons,.
L'homme dépend souvent presque exclusivement des pesticides pour la lutte antiparasitaire. Cela augmente la pression de sélection en faveur de la résistance. Les pesticides qui ne se décomposent pas rapidement contribuent à la sélection de souches résistantes, même lorsqu'on a cessé de les appliquer.
En réponse à la résistance, les exploitants peuvent augmenter les volumes de pesticides appliqués ou la fréquence des applications, ce qui aggrave le problème. En outre, certains pesticides sont toxiques envers des espèces qui sont des prédateurs ou des compétiteurs des organismes nuisibles. Cela peut favoriser le développement des populations de ravageurs, conduisant à l'inflation de l'usage des pesticides. Cela est parfois appelé « piège des pesticides », ou « engrenage des pesticides », car les agriculteurs dépensent progressivement plus pour moins de résultats.
Les insectes auxiliaires, prédateurs et parasites, ont généralement des populations moins nombreuses et sont donc moins susceptibles de développer une résistance que les cibles principales des pesticides, comme les moustiques et les insectes phytophages. En les affaiblissant, on permet aux ravageurs de prospérer. Toutefois des prédateurs résistants peuvent être élevés en laboratoire.
Les ravageurs avec un régime alimentaire limité sont plus susceptibles de développer une résistance, parce qu'ils sont exposés à des concentrations de pesticides plus élevées et ont moins de chances de se reproduire avec des populations non exposées.
Les ravageurs ayant un temps de génération plus court développent une résistance plus rapidement que les autres.

## Exemples
La résistance a évolué chez de multiples espèces : la résistance aux insecticides a été documentée pour la première fois par A.L. Melander en 1914, lorsque des cochenilles ont montré une résistance à un insecticide inorganique (bouillie sulfocalcique). Entre 1914 et 1946, onze cas supplémentaires ont été enregistrés. La mise au point d'insecticides organiques, tels que le DDT, a donné l'espoir que la résistance aux insecticides était une question révolue. Cependant, la résistance de la mouche domestique au DDT est apparue en 1947. Puis, lors de chaque introduction d'une nouvelle classe d'insecticide - cyclodiènes, carbamates, formamidines, organophosphates, pyréthrinoïdes, et même Bacillus thuringiensis - des cas de résistance sont apparus à chaque fois dans un délai de deux à vingt ans.
- Aux États-Unis, Des études ont montré que les mouches des fruits qui infestent les orangeraies devenaient résistantes au malathion[16].

- A Hawaï, au Japon et au Tennessee, la teigne des crucifères a développé une résistance au Bacillus thuringiensis environ trois ans après le début de son utilisation massive[13]

- En Angleterre, les rats dans certaines zones ont développé une résistance qui leur permet d'ingérer jusqu'à cinq fois plus de mort aux rats que les rats normaux sans mourir[5].

- Le DDT n'est plus efficace dans la prévention contre le paludisme dans certains endroits[8].

- Dans le sud des États-Unis, Amaranthus palmeri, mauvaise herbe des cultures de cotonnier et de soja, a développé une résistance au glyphosate[17].

- Le doryphore a développé une résistance vis-à-vis de 52 composés chimiques différents appartenant à toutes les grandes classes d'insecticides. Les niveaux de résistance varient au sein des populations et entre les stades de développement des insectes, mais dans certains cas ils peuvent être très élevées (jusqu'à un facteur 2000)[18].

## Résistance multiple et croisée
La « résistance multiple » se produit lorsque des ravageurs sont résistants à plusieurs catégories de pesticides, appartenant à des familles chimiques différentes. Cela peut se produire lorsque des pesticides sont utilisés en séquences, une nouvelle classe remplaçant celle à laquelle les ravageurs montrent une résistance.
La résistance multiple est due à la présence simultanée, chez un même organisme, de plusieurs mécanismes différents de résistance (comportementaux, physiologiques, biochimiques, etc.), qui peuvent se combiner pour offrir une résistance à des classes multiples de pesticides.
La « résistance croisée » se produit lorsque la mutation génétique qui rend un ravageur résistant à un pesticide le rend également résistant à d'autres pesticides, même quand le ravageur n'a pas été exposé à ces autres produits. Ces derniers sont souvent ceux qui présentant une relation chimique liée au même groupe chimique, et qui ont un mécanisme d'action similaire. La résistance croisée peut être partielle dans le cas où plus d'un mécanisme est responsable de la résistance,.

## Mécanismes d'adaptation
Les bioagresseurs deviennent résistants en développant des changements physiologiques qui les protègent d'une substance chimique donnée.
Un des mécanismes de protection consiste à augmenter le nombre de copies d'un gène, ce qui permet à l'organisme de produire plus d'un enzyme protecteur capable de décomposer la molécule du pesticide en substances chimiques moins toxiques. Ces enzymes comprennent les estérases, les glutathion transférases et les oxydases microsomales à fonction mixte.
Autrement, le nombre ou la sensibilité des récepteurs biochimiques qui se lient au pesticide peuvent être réduits.
La résistance comportementale a été décrite pour certains produits chimiques. Par exemple, certains moustiques Anopheles  ont développé une préférence pour reposer à l'extérieur ce qui les tient à l'écart des pesticides pulvérisés sur les murs intérieurs.
La résistance peut impliquer l'excrétion rapide de toxines, la sécrétion de celles-ci à l'intérieur du corps à distance des tissus vulnérables et une moindre pénétration à travers la paroi corporelle.
La mutation d'un seul gène peut conduire à l'évolution d'un organisme résistant. Dans d'autres cas, plusieurs gènes sont impliqués. les gènes de résistance sont généralement autosomiques. Cela signifie qu'ils sont situés sur des autosomes (par opposition aux chromosomes). De ce fait, la résistance est héritée de manière similaire chez les mâles et les femelles. En outre, la résistance est généralement héritée comme un trait incomplètement dominant. Quand un individu résistant s'accouple avec un individu sensible, leur progéniture a généralement un niveau de résistance intermédiaire entre ceux des parents.
L'adaptation aux pesticides entraîne un coût évolutif, diminuant généralement la valeur adaptative relative des organismes en l'absence de pesticides.
Les individus résistants subissent souvent une réduction de leur descendance, de leur espérance de vie, de leur mobilité, etc.
Les individus non-résistants se développent relativement plus en l'absence de pesticides, augmentant leur fréquence, ce qui offre une voie pour lutter contre la résistance.
Les asticots des mouches à viande produisent une enzyme qui confère une résistance vis-à-vis des insecticides organochlorés.
Les scientifiques ont étudié les moyens d'utiliser cette enzyme pour décomposer les molécules de pesticides dans l'environnement, ce qui permettrait de les détoxifier et de prévenir les effets néfastes sur l'environnement. Une enzyme semblable produite par des bactéries du sol qui décompose également les organochlorés agit plus rapidement et reste stable dans diverses conditions.

## Gestion
La gestion intégrée des ravageurs fournit une approche équilibrée pour minimiser les phénomènes de résistance.
La résistance peut être gérée en réduisant l'utilisation d'un pesticide. Cela permet à des organismes non-résistants de supplanter les souches résistantes. Ils peuvent ensuite être tués par un retour à l'utilisation du pesticide
Une approche complémentaire consiste à préserver près des parcelles traitées des sites refuges non traités où les ravageurs sensibles peuvent survivre,.
Lorsque les pesticides sont la seule, ou la principale, méthode de lutte contre les ravageurs, la résistance est généralement gérée par la rotation des pesticides. Cela implique de faire une rotation entre des classes de pesticides dont les  modes d'action sont différents dans le but de retarder ou d'atténuer la résistance des ravageurs.
Aux États-Unis, l'Environmental Protection Agency (EPA) désigne différentes classes de fongicides, herbicides et insecticides. Les fabricants peuvent recommander de ne pas dépasser un nombre déterminé d'applications consécutives d'une certaine classe de pesticides avant de passer à une autre classe.
Deux, ou plus de deux, pesticides ayant des modes d'action différents peuvent être mélangés en cuve à la ferme pour améliorer les résultats et retarder ou atténuer la résistance des ravageurs.